# Mercedes-Benz W105
Mercedes-Benz W105/W128/W180 (tak zwany Duży Ponton) – rodzina luksusowych samochodów osobowych z sześciocylindrowymi silnikami produkowanych przez firmę Mercedes-Benz w latach 1954–1960. Powstał jako następca dla Mercedesa W187. W tym samym czasie Mercedes produkował serie W120/W121 (Mały Ponton) z silnikami czterocylindrowymi. 
Wewnętrzne oznaczenia dla poszczególnych modeli to: W180 I (220), W105 (219), W180 II (220 S) i W128 (220 SE). Wraz z wprowadzeniem nowej rodziny pojazdów, Mercedes postanowił odejść od konstrukcji ramowej w swoich samochodach. Produkowany do 1962 Mercedes 300 był ostatnim modelem z takim rozwiązaniem.

## W180

### 220a
Mercedes-Benz 220a zaprezentowany w marcu roku 1954 był powiększoną i bardziej luksusową wersją Mercedesa 180 (W120), rozstaw osi wydłużono o 170 mm. Do napędu użyto dłuższej jednostki R6 zasilanej przez gaźnik przejętej z Mercedesa 220 (W187), generowała ona w tym przypadku moc maksymalną 85 KM (63 kW). Produkcji wersji 220a zaprzestano w kwietniu 1956 roku, łącznie powstało 25 937 egzemplarzy.

### 220S
W marcu 1956 zaprezentowano następcę dla Mercedesa 220a, nosił on nazwę 220S. Pod względem wizualnym nie wprowadzono prawie żadnych zmian, różnicą był ulepszony silnik R6 o pojemności 2,2 l i mocy maksymalnej 100 KM (74 kW), w późniejszym czasie 106 KM (78 kW), wzrost osiągnięto dzięki zastosowaniu podwójnego gaźnika.
Z przodu nadwozia użyto jednoczęściowego zderzaka, 220a dostępny był wcześniej z trzyczęściowym odpowiednikiem. Poniżej drzwi zastosowano chromowane jednoczęściowe listwy. 220S dostępny był z 4-biegową manualną skrzynią biegów, opcjonalnie zamówić można było automatyczne sprzęgło Hydrak.
W lipcu 1956 do gamy modeli dodano wersję kabriolet (dwoje drzwi, cztery miejsca siedzące), natomiast w październiku tego samego roku - coupé. Do października 1959 powstało 55 279 egzemplarzy wersji sedan oraz 3429  kabrioletów i coupé.

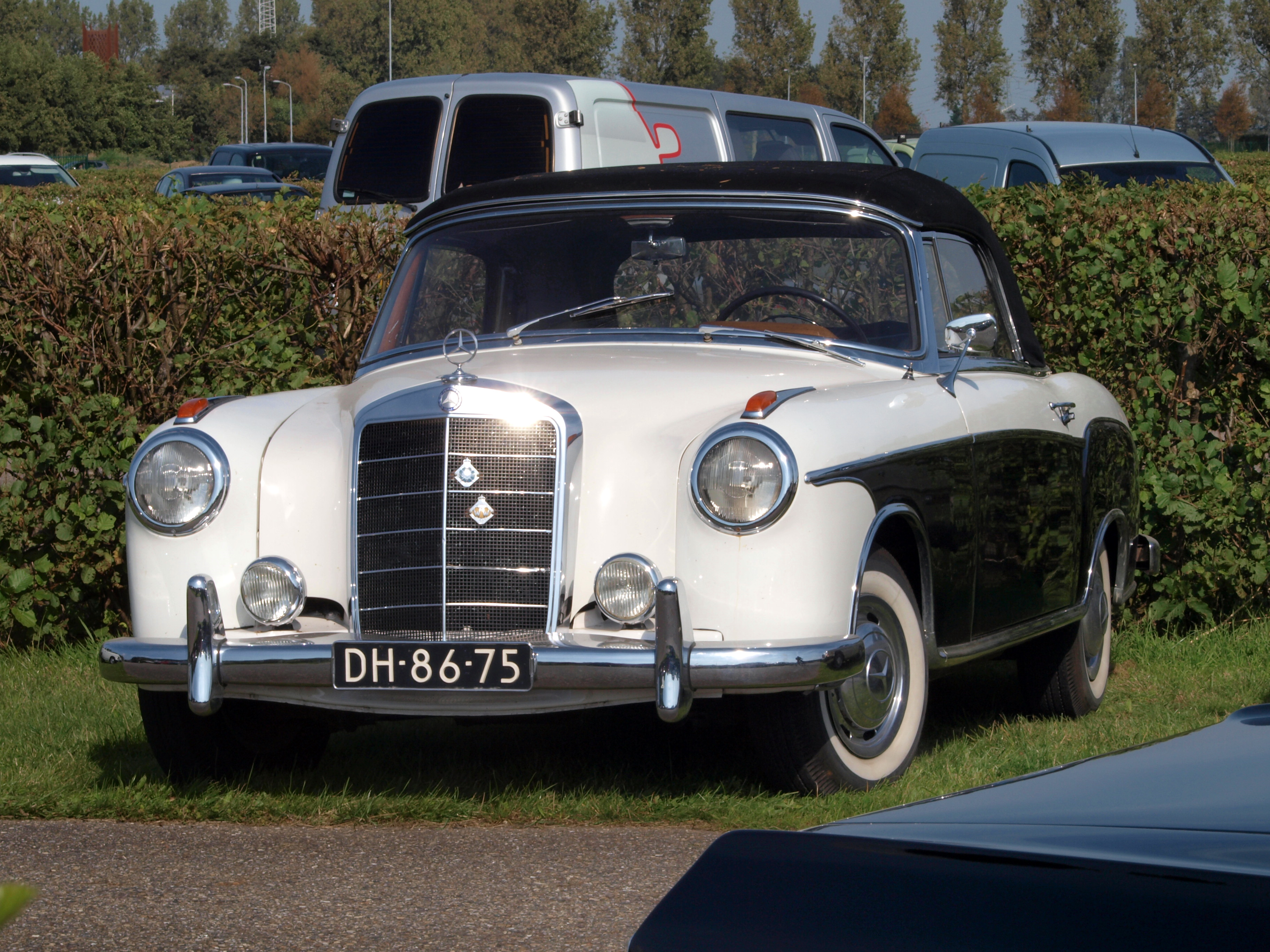
Mercedes-Benz 220S
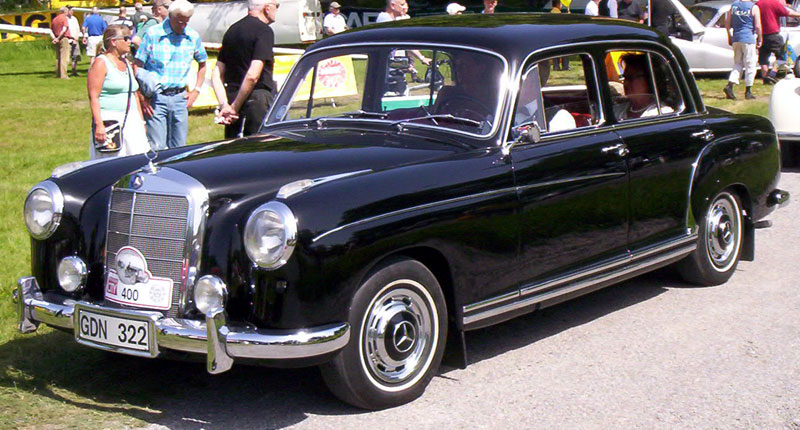
Mercedes-Benz 220S Sedan
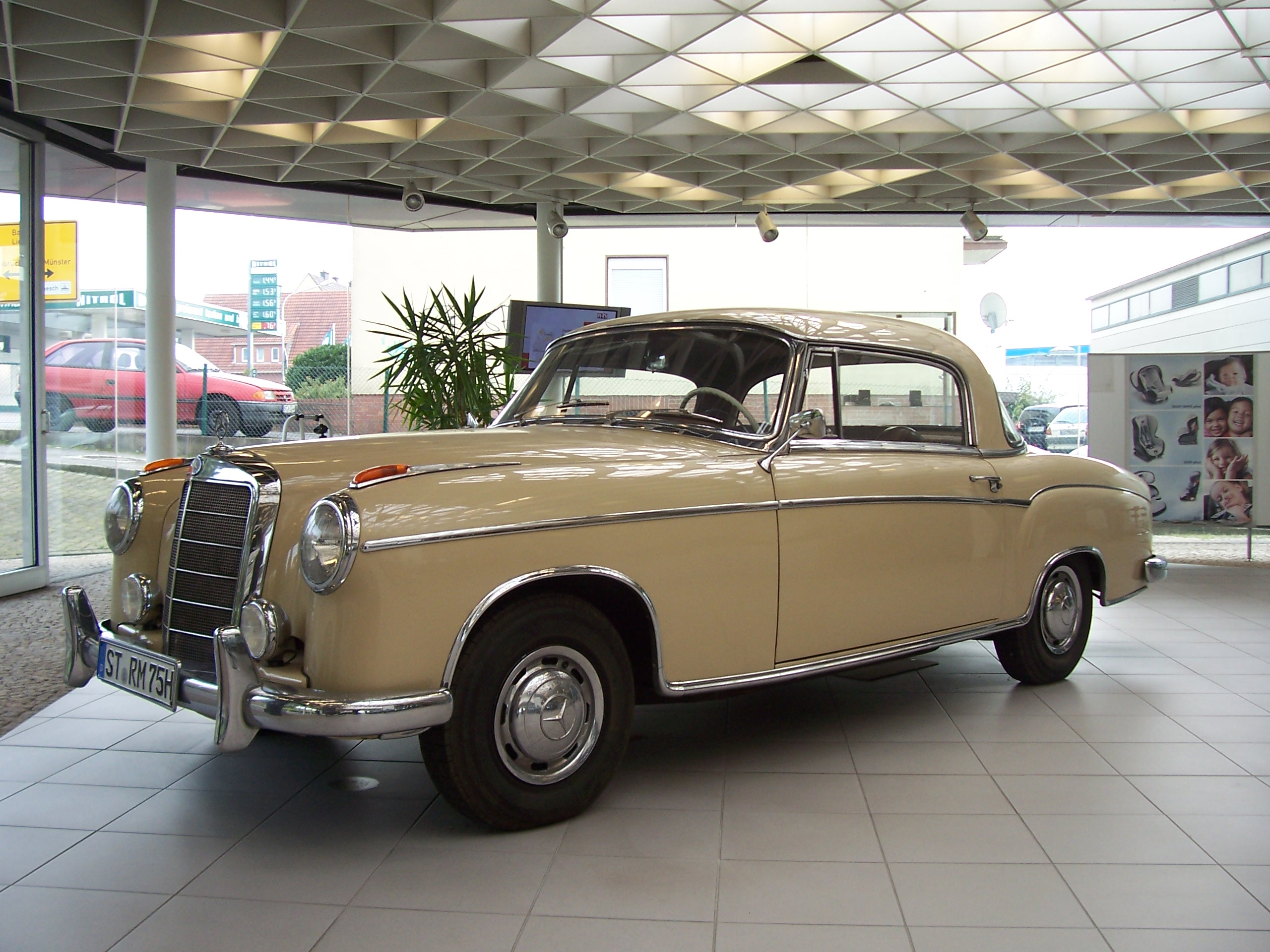
Mercedes-Benz 220S Coupé
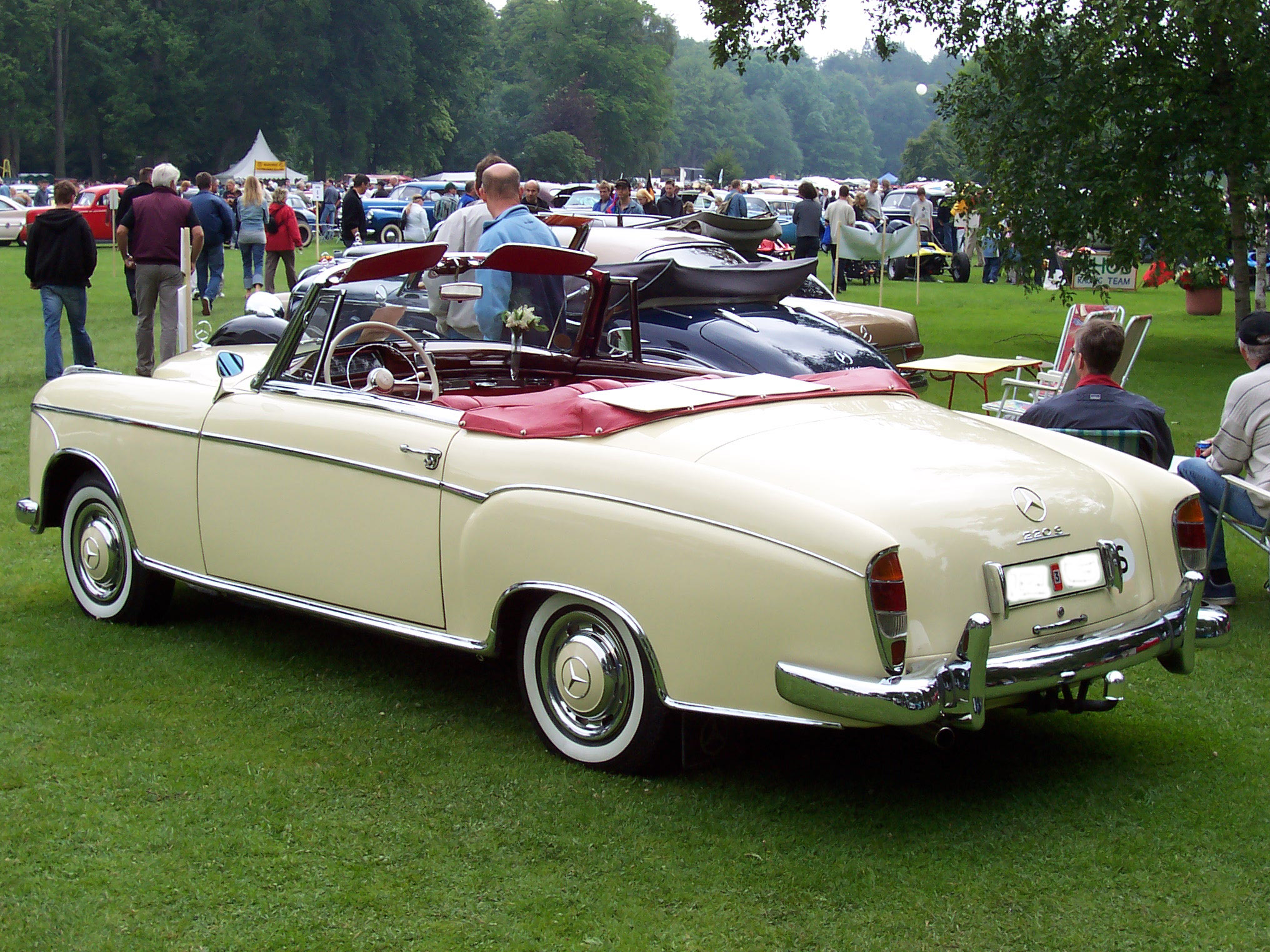
Mercedes-Benz 220S Cabriolet A

## W128

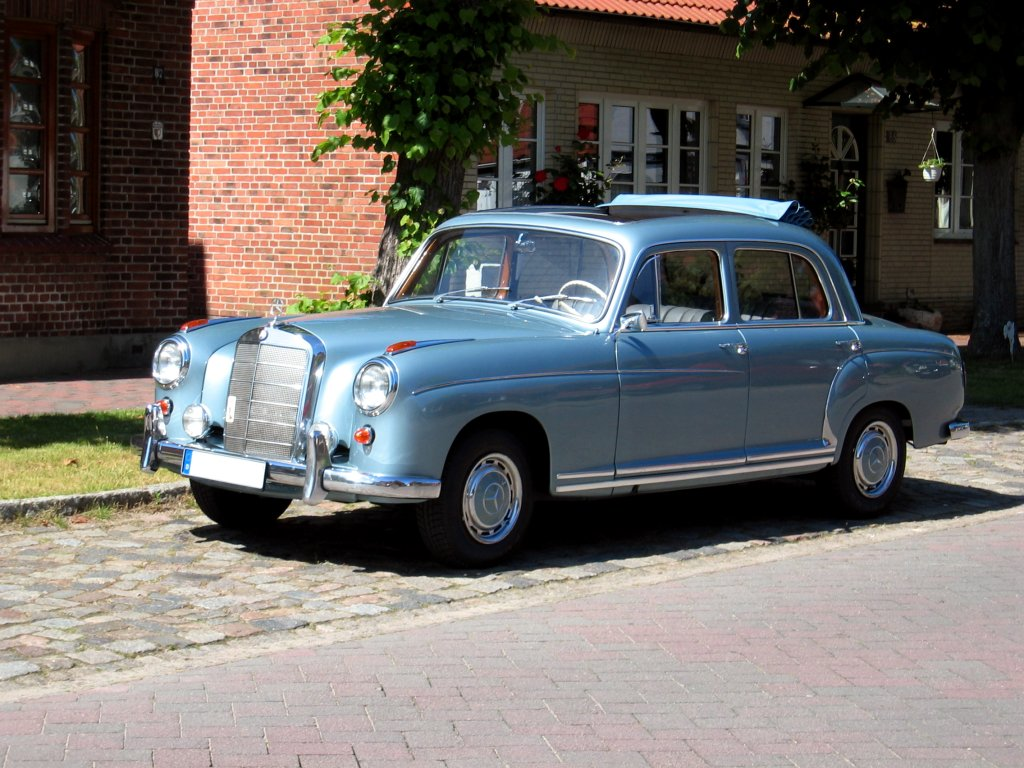
1953 Mercedes-Benz 220 SE sedan

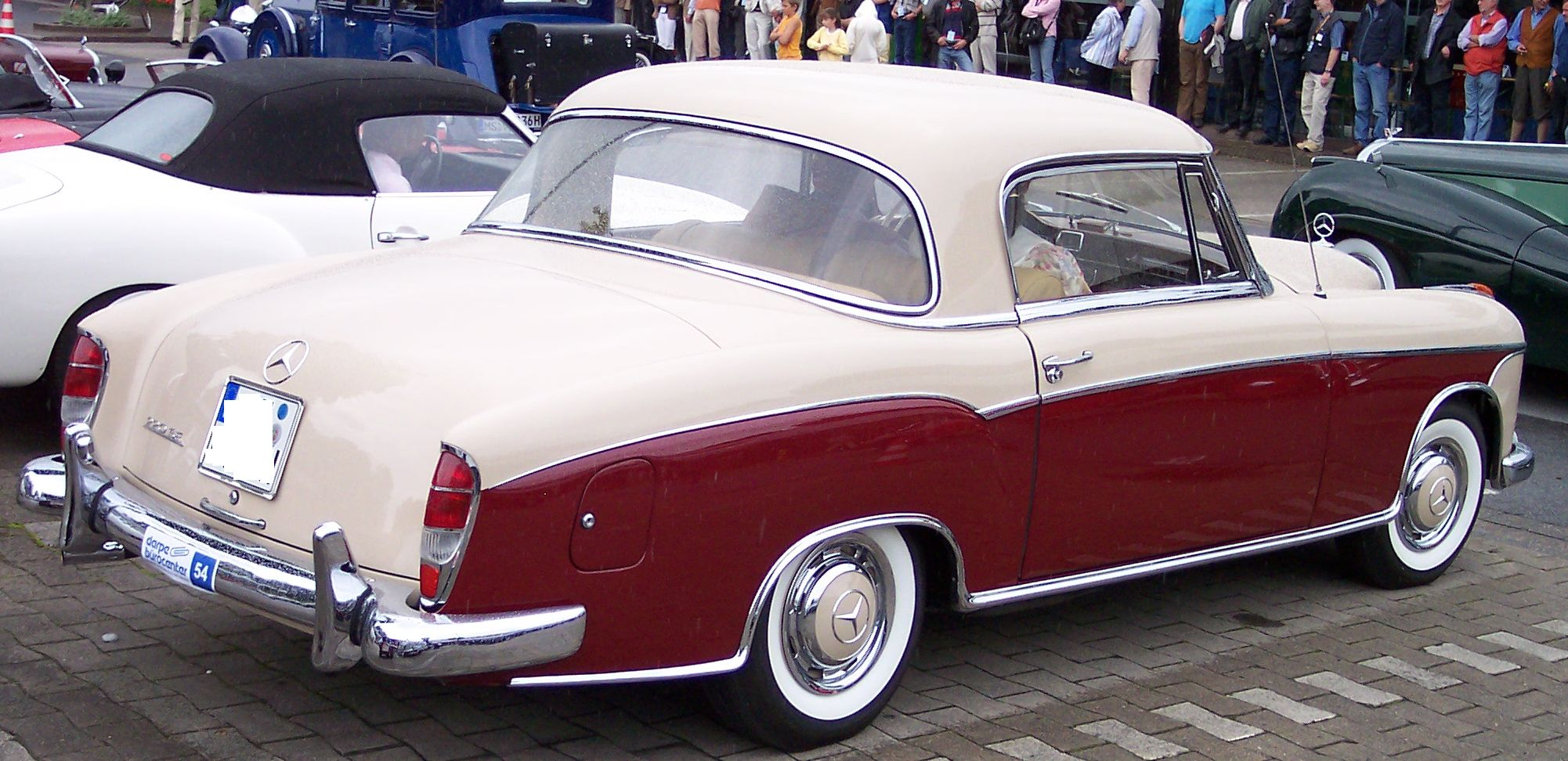
Mercedes-Benz 220 SE Cabrio Hardtop

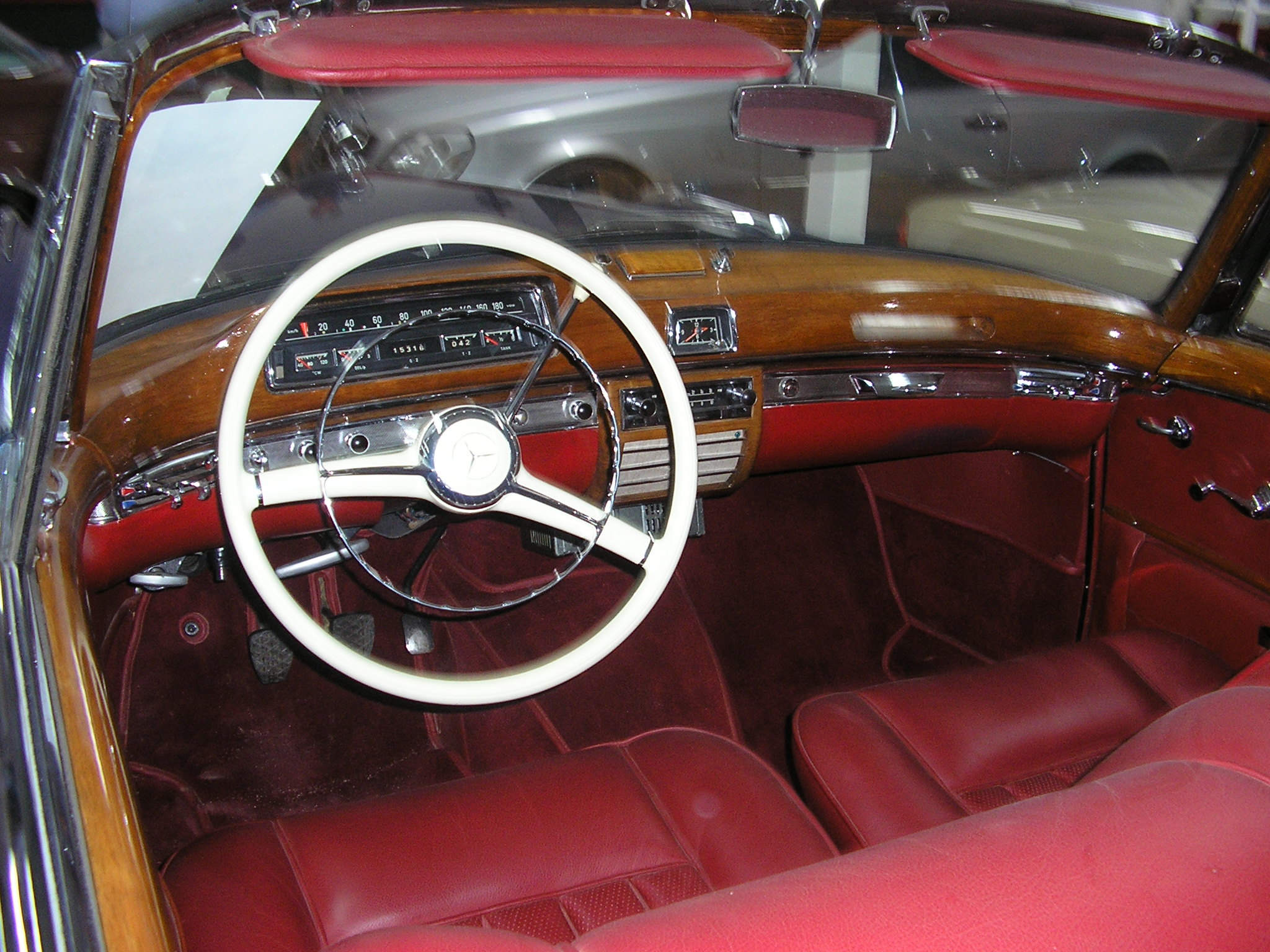
Mercedes-Benz 220 SE - deska rodzielcza

Od października 1958 do listopada 1960 produkowana była wersja W128. Była dostępna jako: sedan, kabriolet (A i C) oraz coupé. Główny model, 220SE, był ostatnim Mercedesem typu Ponton.
Samochód charakteryzował się samonośnym nadwoziem oraz niezależnym zawieszeniem. Do napędu używano silnika R6 M 127 o pojemności 2,2 l (2195 cm³) z wykonaną ze stopów aluminium głowicą, rozrządem typu OHC oraz mechanicznym wtryskiem paliwa. Za napęd na koła tylne odpowiadała 4-biegowa manualna skrzynia biegów z lewarkiem zamontowanym w kolumnie kierownicy, opcjonalnie dostępne było automatyczne sprzęgło.
W czasie produkcji, W128 kosztował mniej więcej tyle co Cadillac Eldorado Biarritz (23 400 DM/8091 $). Wersje cabrio oraz coupé charakteryzowały się wykończonym prawie w całości skórą wnętrzem. Mimo to niedostępne były takie elementy wyposażenia dodatkowego jak: elektrycznie odsuwane szyby, wspomaganie kierownicy, klimatyzacja czy też automatyczna skrzynia biegów. 
Łącznie w latach 1958-1960 powstało 3916 egzemplarzy modelu W128. Następcą został Mercedes-Benz W111.

### Dane techniczne
Rocznik 1958 220 SE Coupé:
- R6 2,2 l (2195 cm³) Daimler-Benz M 127, 2 zawory na cylinder, SOHC
- Układ zasilania: mechaniczny wtrysk paliwa Bosch
- Średnica cylindra × skok tłoka: 80,00 x 72,80 mm
- Stopień sprężania: 8,7:1
- Moc maksymalna: 115 KM (84,5 kW) przy 4800 obr./min
- Maksymalny moment obrotowy: 186 Nm przy 3800 obr./min
- Prędkość maksymalna: 160 km/h
- Średnie zużycie paliwa: 10,7 l / 100 km

## W105

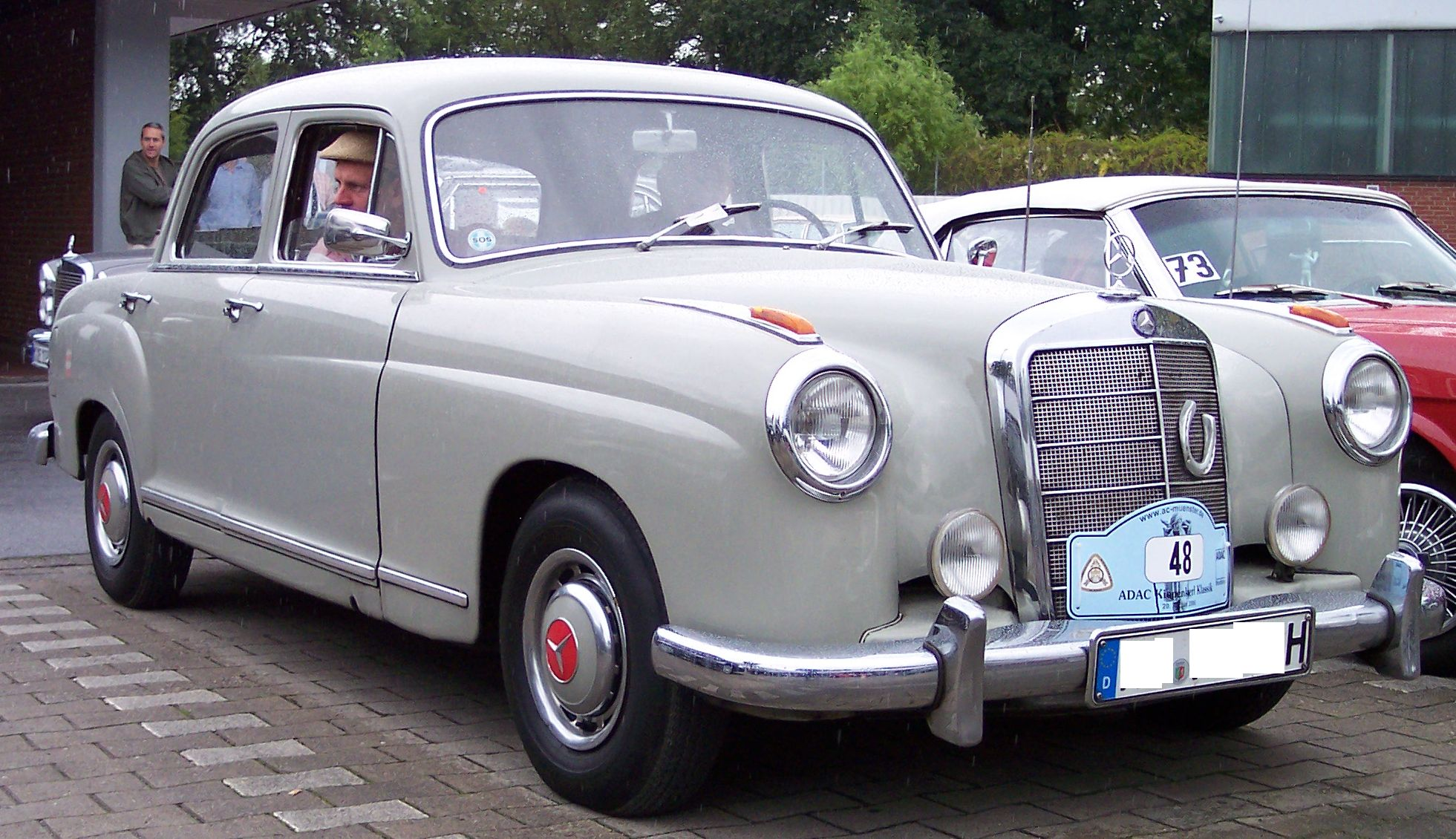
Mercedes-Benz 219

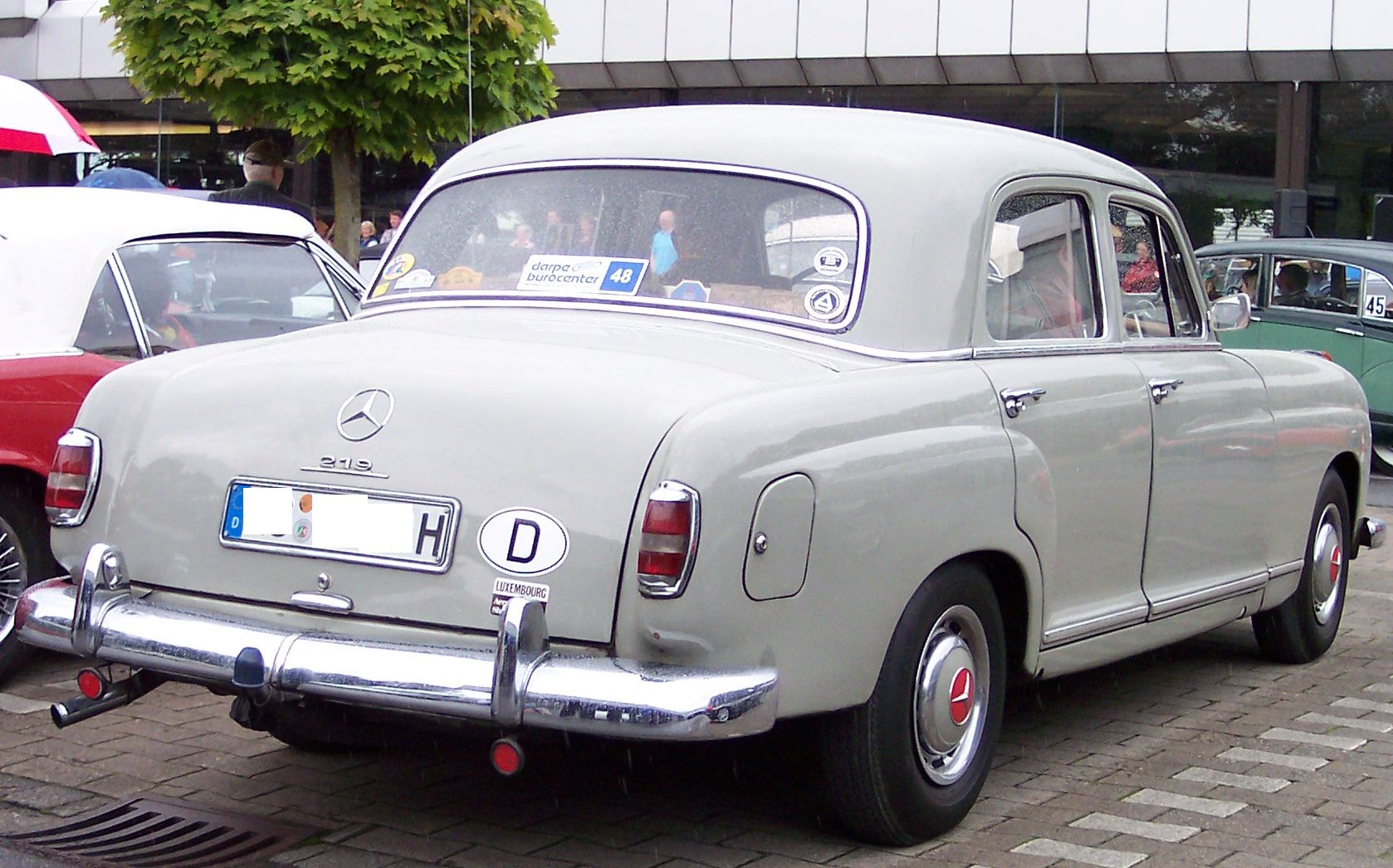
Mercedes-Benz 219

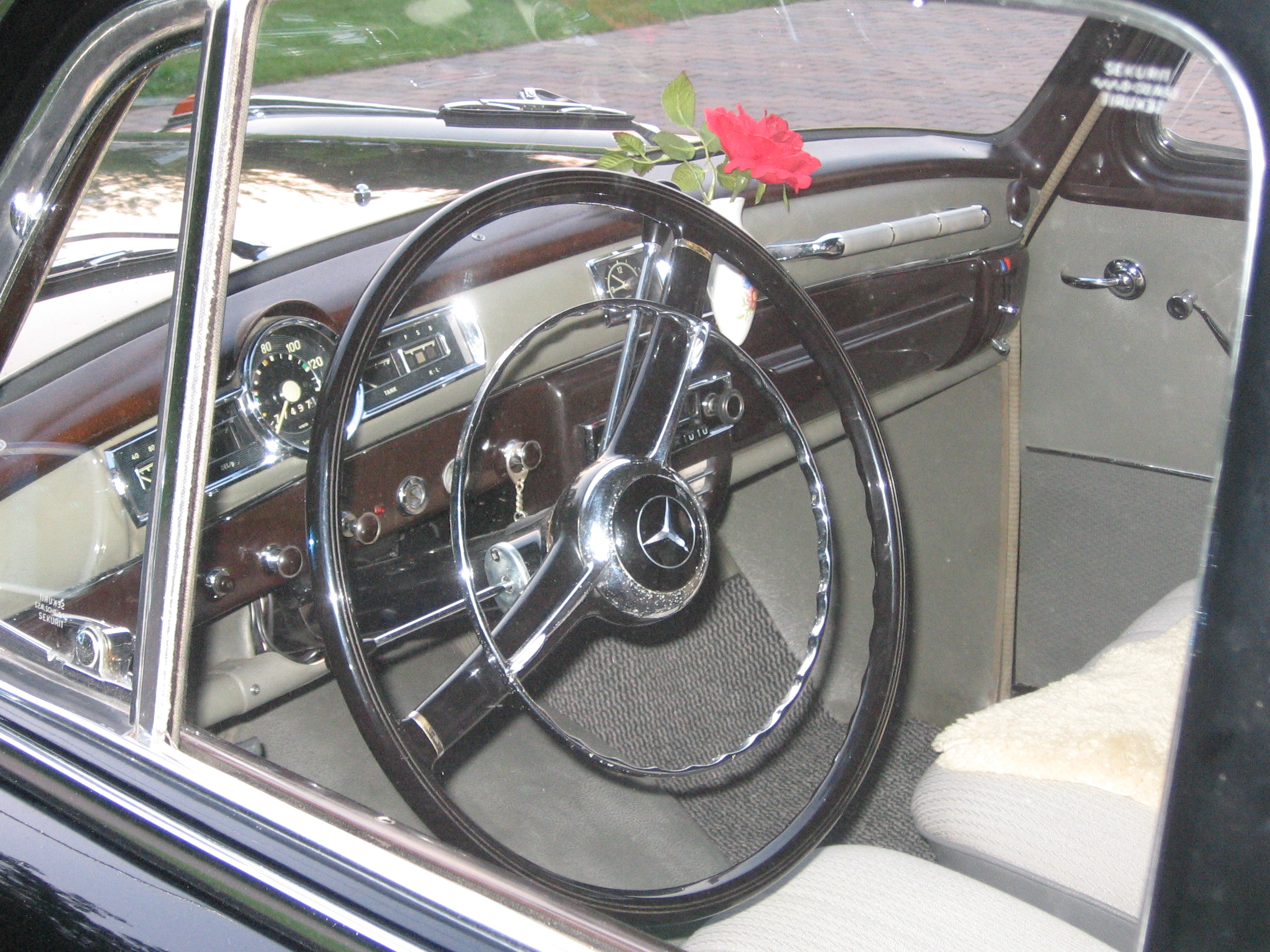
Mercedes-Benz 219

W latach 1956–1959 produkowana była seria W105 Mercedesa. Tak jak W180 i W128 do napędu używano sześciocylindrowych silników benzynowych. Napęd przenoszony był poprzez 4-biegową manualną skrzynię biegów na oś tylną, opcjonalnie dostępne było automatyczne sprzęgło (Hydrax).
Model otrzymał nazwę 219, od słupka A nadwozia do końca pasa przedniego był identyczny w stosunku do W180 220a, włączając w to jednostkę napędową. Tylna część nadwozia została jednak przejęte z mniejszej serii W120/W121 (modele 180/190). Charakterystyczną cechą jest pojedyncze okienko w drzwiach tylnych. Model dostępny był wyłącznie jako 4-drzwiowy sedan.
Wyprodukowano 27 845 egzemplarzy serii W105.

### Dane techniczne
Rocznik 1956 219:
- R6 2,2 l (2195 cm³) Daimler-Benz M 180, 2 zawory na cylinder, SOHC
- Układ zasilania: gaźnik
- Średnica cylindra × skok tłoka: 80,00 x 72,80 mm
- Stopień sprężania: 7,6:1
- Moc maksymalna: 85 KM (62,5 kW) przy 4800 obr./min
- Maksymalny moment obrotowy: 157 Nm przy 2400 obr./min
- Prędkość maksymalna: 148 km/h
- Średnie zużycie paliwa: 9,8 l / 100 km